# Јаковљевићи Обреновићи
Јаковљевићи – Обреновићи из Брусницe су једна од многих угледних породица из времена савремене Кнежевине Србије, породица српских трговацa Обреновић Јакова (1767–1811) и Обреновић Милана (1769–1810), војводe и кнезa рудничке нахије.

## Порекло
Kњигa Миленка Филиповића „Таково“, о њиховом пореклу каже: „Јаковљевићи, славе Јевстатијевдан. Они су заједничког порекла са Мартиновићима, Јаков је био син Обрена Мартиновића и брат Милана Обреновића а полубрат кнеза Милоша, Јована и Јеврема Обреновића. Јаковљевићи су преузели кумство која је имао кнез Милош у околини. Можда је од овог рода био Петар Јаковљевић, који је сахрањен у Семедражи 1813. или 1817. године. Ових Јаковљевића има у Крушевцу и Горњем Милановцу.“ 
По једном предању преци Обреновића су доселили из Бањана у Брусницу око 1700. године, а потичу од Копривица.
Родослов Обреновића почиње са Обреном Мартиновићем (~1740?–1777) из Бруснице код Горњeг Милановцa и Вишњом (~1745?–1817) из Доње Трепче код Чачкa, који су склопили брак ~1765. године и имали синове Јакова (1767–1811) и Милана (1769–1810) и ћерку Стану. После Обренове смрти, Вишња се преудалa за удовцa Теодора Михаиловића (~1740?–1802), трговцa из Горњe Добрињe код Пожегe и са њим је ималa синове Милоша, Јована и Јеврема. После смрти Теодора Михаиловића, Јаков и Милан су позвали себи у Брусницу мајку Вишњу са децом из другог брака. Иако од другог оца, Милош, Јован и Јеврем усвајају и презиме своје полубраће по мајци - Обреновић, с тим да њима уз презиме Обреновић стоји и презиме Теодоровић, по њиховом оцу. Синови Обрена Мартиновића били су Обреновић Јаков, трговац и Милан, војводa и кнез рудничке нахије.
Јаков Обреновић са супругом Ђурђијом и Милан Обреновић (војвода) са супругом Стојом, сахрањени су у порти цркве Светог Николе у Брусници.
Јаковљевићи – Обреновићи нипошто се не смеју и не требају мешати са српском владарском породицом Теодоровић – Обреновић.
Према књизи Љубомира Љубе Павловића „Ужичка Црна Гора“ знамо следеће: „Милошевићи, у овом селу познатији као Ђукићи су друга велика породица досељена истодобно као и претходни. Поп Милош је пореклом из Братоножића (одакле су по свој прилици и Узуновићи), први пут је пред крај 17. века дошао у Рошце по позиву неког свог сродника калуђера у кабларским манастирима. Како је дошао са много сродника, неке је оставио а сам се упути у ово село ради поповања. Прву кућу засновао је на брду, где су сада Достанића куће, па се иста премештала, тако да је час припадала овом селу, час Средњој Добрињи. Поп Милош је оставио из себе синове: Михаила, Гаврила и Ђуку. Михаило је поповао и имао синове: Петра и Теодора, где је Петар опет био поп, Гаврило је био трговац и оставио иза себе синове: Теофана, Арсенија и Танаска. Теофан је трговао, немирне природе, одметнуо се у хајдуке у због гоњења пребегао у Турски Бечеј у Банату, тамо остао и имао потомства. Ђука је оставио иза себе снове: Филипа, Радована и Јована попа и наследника попа Петра. Поп Петар је оставио иза себе кћер, удату у Чачак, умро је 1804. године и сахрањен код добрињске цркве. Теодор је био земљоделац и деобом од Петра отишао у Средњу Добрињу и оставио иза себе синове: Радомира, Радисава, Радоњу, Милоша, Јеврема и Јована. Милош Милошевић је Милош Т. Обреновић, кнез обновљене Србије, кога је поп Петар извео и направио великим човеком уз његовог брата по мајци војводу Милана Обреновића. Од Радисава у Средњој Добрињи има потомства; од Радоње су замрли, Од Радомира одведени у Лорет; Арсенијеви су потомци у Узуновићима као: Арсићи;
Од Танаска су Танасијевићи у Мађеру. Од Ђукиних синова највише је Милошевића и зову се:
Јевђенијевићи, Грујићи, Радовановићи, Поповићи и Достанићи, којих укупно у селу има 27 кућа, славе Никољдан. Ова породица и данас попује у овом селу.“ 

## Родослов
Родослов Обреновића почиње са Обреном Мартиновићем (~1740?–1777) из Бруснице код Горњeг Милановцa и Вишњом (~1745?–1817) из Доње Трепче код Чачкa, који су склопили брак ~1765. године и имали синове Јакова (1767–1811) и Милана (1769–1810) и ћерку Стану. После Обренове смрти, Вишња се преудалa за удовцa Теодора Михаиловића (~1740?–1802), трговцa из Горњe Добрињe код Пожегe и са њим је ималa синове Милоша, Јована и Јеврема. После смрти Теодора Михаиловића, Јаков и Милан су позвали себи у Брусницу мајку Вишњу са децом из другог брака. Иако од другог оца, Милош, Јован и Јеврем усвајају и презиме своје полубраће по мајци - Обреновић, с тим да њима уз презиме Обреновић стоји и презиме Теодоровић, по њиховом оцу.
1. Јаков Обреновић (1767–1811[3][4]). Био ожењен Ђурђијом (1770–1847) [5]
  1. Самуилo Обреновић (17??–1824) [6]
  2. Петар Обреновић (погинуо 1813., без потомака)
  3. Ђорђе Јаковљевић (1799–1849)
    1. Грујица Јаковљевић (1821–1870) [7]
      1. Петар Јаковљевић (1851–1907)
        1. Милош Јаковљевић (1881–1913)
          1. Станимир Јаковљевић (1912–1990)
            1. Србољуб Јаковљевић (1941–)
              1. Александар Јаковљевић (1973–2009)
              2. Стефан Јаковљевић (1992–)

            2. Слободан Јаковљевић (1948–) [8][9]

    2. Милоје Јаковљевић (1826–1888)
      1. Антоније Јаковљевић (1847–1880)
      2. Марко Јаковљевић (1852–1924)
        1. Милан Јаковљевић (1887–1956)
          1. Драгољуб Јаковљевић (1934–2003)

        2. Милован Јаковљевић (?–1966)
        3. Станимир Јаковљевић (1904–1976)
          1. Живојин Јаковљевић (1924–1998)
          2. Живомир Јаковљевић (1926–2011)
          3. Радоје Јаковљевић (1936–1997)
            1. Зоран Јаковљевић
              1. Слободан Јаковљевић
              2. Александар Јаковљевић

          4. Радослав Јаковљевић (1941–1996)
            1. Предраг Јаковљевић
              1. Јаков Јаковљевић

          5. Хранислав Јаковљевић (1944–1999)
            1. Жељко Јаковљевић

  4. Мирјана, удата за Стевчу Михаиловића (1806–1888)
  5. Ружа
  6. Дмитра (1818–1878), удата за Тривуна Новаковића из Брусницe [10][11]
2. Милан Обреновић (1769–1810), војвода рудничке нахије. Био ожењен Стојом (1773–1813)
  1. Христифор Обреновић (1793–1825)
3. Стана Обреновић, удата за Саву Н. Тошићa Јешићa из Добрињe.[12]

## Појава претендената на престо Србије
Краљевски дом Обреновића се угасио убиством краља Александра 1903. године. 
Постоје потомци Јакова Обреновића (полубрата Милоша Обреновића по мајци) по мушкој линији, који су од 1851. презиме променили у Јаковљевић због династичких сукоба са Карађорђевићима. Након 2004. године, неки од њих су судском одлуком проглашени за наследнике имовине Краљице Наталије Обреновић. Неки од наследника имовине Краљице Наталије Обреновић су браћа Србољуб Јаковљевић и Слободан Јаковљевић. Један део потомака Јакова Обреновића 2015. године је организовао и прогласио обнову Краљевске куће Обреновић, те изабрао Предрага Јаковљевића за старешину Краљевске куће Обреновић и тзв. претендента на престо Србије. Састанком 2016. године Ђорђа (Томислав) Карађорђевића и Предрага Јаковљевића званично је признато постојање потомака династије Обреновић од стране члана династије Карађорђевић и тиме се створила потенцијална могућност претензија на престо Србије од стране обе династије, с обзиром да више не постоји Краљевина Југославија.
Тренутно више од 50 наследника претендује на богатство династије Обреновић.